# Crazy Tour
Crazy Tour – krótka trasa koncertowa brytyjskiej grupy rockowej Queen z listopada i grudnia 1979. Zespół odwiedził podczas niej wyłącznie miasta w Anglii, z wyjątkiem dwóch koncertów w Szkocji oraz jednego w Irlandii.
Nazwa trasy pochodzi od singla „Crazy Little Thing Called Love”, który był przez nią promowany.

## Program koncertów
1. Intro
2. „We Will Rock You” (szybka wersja)
3. „Let Me Entertain You”
4. „Somebody to Love”
5. „Mustapha”
6. „Death on Two Legs”
7. „Killer Queen”
8. „I’m in Love with My Car”
9. „Get Down Make Love”
10. „You’re My Best Friend”
11. „Save Me”
12. „Now I’m Here”
13. „Don’t Stop Me Now”
14. „Spread Your Wings”
15. „Love of My Life”
16. „’39”
17. „Keep Yourself Alive”
18. „A Night at the Opera (album Queen)#Brighton Rock”
19. „Crazy Little Thing Called Love”
20. „Bohemian Rhapsody”
21. „Tie Your Mother Down”
22. „Sheer Heart Attack”
23. „We Will Rock You”
24. „We Are the Champions”
25. „Jailhouse Rock”
26. „God Save the Queen” (z taśmy)

Inne utwory:
- „If You Can’t Beat Them”
- „Liar”
- „Fat Bottomed Girls”
- „Mull of Kintyre” (7 grudnia 1979, Liverpool)
- „Silent Night” (26 grudnia 1979, Londyn)
- „Danny Boy” (22 listopada 1979, Dublin)

## Daty koncertów
| Data              | Miasto     | Kraj     | Miejsce           |
| ----------------- | ---------- | -------- | ----------------- |
| 22 listopada 1979 | Dublin     | Irlandia | RDS Simmons Hall  |
| 24 listopada 1979 | Birmingham | Anglia   | NEC               |
| 26 listopada 1979 | Manchester | Anglia   | Apollo Theatre    |
| 27 listopada 1979 | Manchester | Anglia   | Apollo Theatre    |
| 30 listopada 1979 | Glasgow    | Szkocja  | Apollo Theatre    |
| 1 grudnia 1979    | Glasgow    | Szkocja  | Apollo Theatre    |
| 3 grudnia 1979    | Newcastle  | Anglia   | City Hall         |
| 4 grudnia 1979    | Newcastle  | Anglia   | City Hall         |
| 6 grudnia 1979    | Liverpool  | Anglia   | Empire Theatre    |
| 7 grudnia 1979    | Liverpool  | Anglia   | Empire Theatre    |
| 9 grudnia 1979    | Bristol    | Anglia   | Hippodrome        |
| 10 grudnia 1979   | Brighton   | Anglia   | Centre            |
| 11 grudnia 1979   | Brighton   | Anglia   | Centre            |
| 13 grudnia 1979   | Londyn     | Anglia   | Lyceum Ballroom   |
| 14 grudnia 1979   | Londyn     | Anglia   | Rainbow Theatre   |
| 17 grudnia 1979   | Londyn     | Anglia   | Purley Tiffany’s  |
| 19 grudnia 1979   | Londyn     | Anglia   | Tottenham Mayfair |
| 20 grudnia 1979   | Londyn     | Anglia   | Lewisham Odeon    |
| 22 grudnia 1979   | Londyn     | Anglia   | Alexandra Palace  |
| 26 grudnia 1979   | Londyn     | Anglia   | Hammersmith Odeon |